# Phragmanthera
Phragmanthera é um género botânico pertencente à família Loranthaceae.